# Leiophron topali
Leiophron topali är en stekelart som beskrevs av Papp 1997. Leiophron topali ingår i släktet Leiophron och familjen bracksteklar. Inga underarter finns listade i Catalogue of Life.